# イギリスのニュータウン
イギリスのニュータウンでは、イギリスにおけるニュータウン（英語: new town）について述べる。
イギリスにおける狭義のニュータウンは、第二次世界大戦以降、低質な住宅や戦災にあった住宅の住民を郊外に移住させることを目的として、1946年ニュータウン法などに基づいて建設されたものを指す。おおまかに1940年代後半、1960年代前半、1960年代後半の3期に分けることが可能であり、後半の計画には既存の街の大規模な拡大も含まれている。ニュータウンに指定された街の開発は地方自治体ではなく、国が設立した開発公社が担うことになっていた。なお、開発公社はのちに廃止され、資産などは自治体やニュータウン委員会（イングランドのみ・のちのイングリッシュ・パートナーシップ）に配分されている。

## 前史

### 田園都市

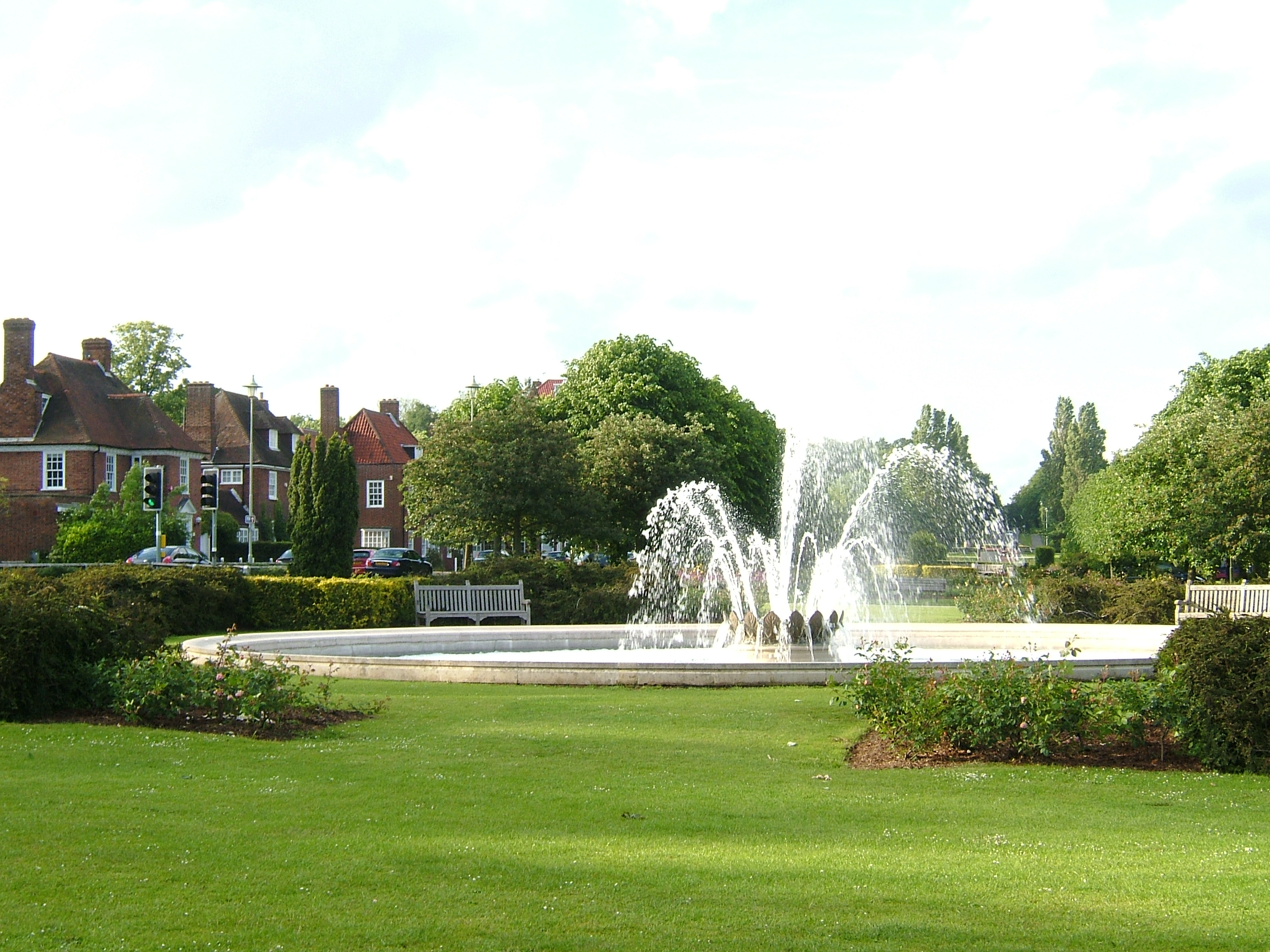
ウェリン・ガーデン・シティ

広義のニュータウンとしては、エベネザー・ハワードの提唱による田園都市が挙げられる。
- レッチワース（ハートフォードシャー、1903年建設）
- ウェリン・ガーデン・シティ（ハートフォードシャー、1920年建設）

### オーバースピル住宅地
「オーバースピル」は「溢れ出し」の意であり、オーバースピル住宅地とは都市の人口増に対応して郊外に建設された街を指す。ニュータウンとは計画方法の点で異なる。
- ロンドン - カウンティ・オブ・ロンドン（英語版）によってカウンティ外に建設された住宅地（英語版一覧）が該当。最大のものはベコンツリー（英語版）（バーキング・アンド・ダゲナム区）。1920年代から1930年代にかけて建設された。（en:London overspillも参照）
- リーズ - 1934年にシークロフト（英語版）の建設が開始され、戦後になって多くの戸建てやアパートが建設された。当初の面積は4km2で「シティ内の衛星都市」として計画された[1]。
- マンチェスター - ウィセンショー（英語版）（1920年代 - 1970年代）、ハタースリー（英語版）（主に1960年代）、ゲームスリー（英語版）、ホートン・グリーン（英語版）
- グラスゴー - キャッスルミルク（英語版）、ドラムチャペル（英語版）、イースターハウス（英語版）、ポロック（英語版）
- バーミンガム - キャッスル・ヴェール（英語版）（1960年代）

## イングランド

### 第1波
第1波は第二次世界大戦直後の住宅不足を改善するために計画された。ロンドン周辺（メトロポリタン・グリーン・ベルト外側）が中心であったが、イングランド北東部のカウンティ・ダラムにも2か所が指定されている。
- スティーブニッジ（ハートフォードシャー、1946年11月11日指定）[2]
- クローリー（サセックス、1947年1月9日指定）[3]
- ヘメル・ヘムステッド（ハートフォードシャー、1947年2月4日指定）[4]
- ハーロウ（エセックス、1947年3月25日指定）[5]
- ニュートン・エイクリフ（英語版）（カウンティ・ダラム、エイクリフ・ニュータウンとして1947年4月19日指定）[6]
- ピーターリー（英語版）（カウンティ・ダラム、イージントン・ニュータウンとして1948年3月10日指定）[7]
- ウェリン・ガーデン・シティ（ハートフォードシャー、1948年5月20日指定）[8]
- ハットフィールド（英語版）（ハートフォードシャー、1948年5月20日指定）[8]
- バジルドン（エセックス、1949年1月4日指定）[9]
- ブラックネル（英語版）（バークシャー、1949年6月17日指定）[10]
- コービー（ノーサンプトンシャー、1950年4月1日指定）[11]

### 第2波

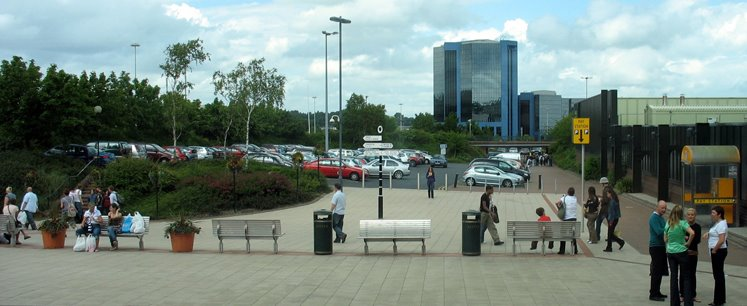
テルフォード
複数の小さな街を核となる地区を中心に組み合わせたドーリー・ニュータウンとして計画

1961年から1964年にかけての第2波も住宅不足の解消を狙ったものである。ロンドン郊外には計画されず、バーミンガムとリヴァプールの周辺にそれぞれ2か所ずつとニューカッスル・アポン・タイン周辺に1か所の合計5か所が指定された。
- スケルマースデール（英語版）（ランカシャー、1961年10月9日指定）[12]
- テルフォード（シュロップシャー、ドーリー・ニュータウンとして1963年1月16日指定）[13]
- レディッチ（ウスターシャー、1964年4月10日指定）[14]
- ランコーン（英語版）（チェシャー、1964年4月10日指定）[15]
- ワシントン（英語版）（タイン・アンド・ウィア、1964年7月24日）[16]

### 第3波

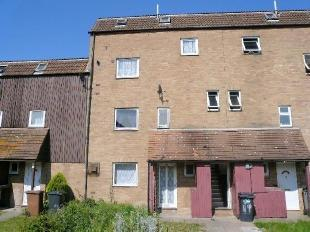
ピーターバラのニュータウン建築

1967年から1970年にかけての第3波では、さらなる発展のため、ロンドンの既存のニュータウンの更に北側や、リヴァプールとマンチェスターの間の地域などを中心にニュータウンが指定された。1963年にすでに指定を受けていたドーリー・ニュータウンは拡大の上でテルフォード・ニュータウンに改名され、バーミンガムとロンドンの間では既存の村から名前をとったミルトン・キーンズが周辺のブレッチリ―、ウルヴァートン、ストーニー・ストラトフォードなどの街を含む形で指定された。このほか、既存の大規模な街ではノーサンプトンとピーターバラが拡張という形で指定されている。
- ミルトン・キーンズ（バッキンガムシャー、1967年1月23日指定）[17]
- ピーターバラ（ケンブリッジシャー、1967年7月21日指定）[18]
- ノーサンプトン（ノーサンプトンシャー、1968年2月14日指定）[19]
- ウォリントン（チェシャー、1968年4月26日指定）[20]
- テルフォード（シュロップシャー、1968年11月29日再指定）[21]
- セントラル・ランカシャー（英語版）（ランカシャー、1970年3月26日指定）[22]

## ウェールズ
- クンブラン（英語版）（トルヴァエン、1949年11月4日指定）[23]
- ニュータウン（英語版）（ポーイス、1967年10月18日指定）[24]

## スコットランド
1947年から1973年にかけて、スコットランドでは合計6つのニュータウンが指定されている。これらは主にグラスゴーの人口増加対策として建設されたものである。
- イースト・キルブライド（サウス・ラナークシャー、1947年5月6日指定）[25]
- グレンロセス（英語版）（ファイフ、1948年6月30日指定）[26]
- カンバーノールド（ノース・ラナークシャー、1955年12月9日指定、1973年3月19日拡張再指定）[27][28]
- リヴィングストン（ウェスト・ロージアン、1962年4月16日指定）[29]
- アーバイン（ノース・エアシャー、1966年11月9日指定、キルウィニング（英語版）を含む）[30]
- ストーンハウス（英語版）（サウス・ラナークシャー、1973年7月17日指定、建設されず）[31]

## 北アイルランド
1965年北アイルランドニュータウン法により、北アイルランド政府の開発大臣にニュータウンを指定し、開発委員会を設置する権限が与えられた。政令によって既存の自治体が持つ権限を開発委員会に移譲することが可能であり、こういった場合開発委員会は公選制ではなかったもののアーバン・ディストリクト・カウンシルを名乗った。
1968年北アイルランドニュータウン修正法では、ロンドンデリーへの開発委員会設置とそれによるカウンティ・バラとルーラル・ディストリクトの廃止が認められた。これを受け、1969年4月3日に開発委員会がカウンシル2つの業務を引き継ぎ、ロンドンデリー・アーバン・ディストリクトとなった。
- クレイグアヴォン（英語版）（カウンティ・アーマー、1965年7月26日指定）[33]
- アントリム（カウンティ・アントリム、1966年指定）[34]
- バリーメナ（英語版）（カウンティ・アントリム、1967年指定）
- ロンドンデリー（カウンティ・ロンドンデリー、1969年2月5日指定）[32]

## 指定外の新興住宅地

### イングランド

#### 1960年代
- クラムリントン（英語版）（ノーサンンバーランド）
- ダヴェントリー（英語版）（ノーサンプトンシャー）
- キリングワース（英語版）（タイン・アンド・ウィア）
- タムワース（スタッフォードシャー）

#### 1970年代以降
- キャンボルン（英語版）（ケンブリッジシャー）
- バー・ヒル（英語版）（ケンブリッジシャー）
- サウス・ウッドハム・フェラーズ（英語版）（エセックス）
- エブスフリート（英語版）（ケント）
- ウィクサムス（英語版）（ベッドフォードシャー）
- シャーフォード（英語版）（デヴォン）
- ノースストウ（英語版）（ケンブリッジシャー、計画）
- クランブルーク（英語版）（デヴォン）
- パウンドベリー（英語版）（ドーセット）[注 1]
- ナンスレダン（英語版）（コーンウォール）
- ウェルボーン（英語版）（ハンプシャー）

2007年5月13日、財務大臣ゴードン・ブラウンは低価格な住宅への需要を緩和するため「エコタウン」を10か所指定すると発表した。これらはそれぞれ5000戸以上、人口約2万人という規模であり、地場産の再生可能エネルギーを利用、カーボンニュートラルとなる。なお、発表で指定が明らかにされたのはオーキントン空軍基地跡にすでに計画されているノースストウのみであった。

### ウェールズ
- コーエド・ダルシー（英語版）（ニース・ポート・タルボット、開発中）
- ティルコイド（英語版）（スウォンジー）

### スコットランド
- レイヴンズクレイグ（英語版）（ノース・ラナークシャー、進行中）
- チャペルトン・オブ・エルシック（英語版）（アバディーンシャー、進行中）
- ツイードバンク（英語版）（スコティッシュ・ボーダーズ、1970年代建設、人口2073人）
- アースキン（英語版）・インチナン（英語版）（レンフルーシャー、1970年代・1980年代建設、人口16,601人）
- ダルゲティ・ベイ（英語版）（ファイフ、1970年代・1980年代建設、人口10,777人）

#### 将来の計画
- アン・キャマス・モール（An Camas Mòr）（ハイランド、アヴィモア（英語版）付近、ケアンゴームス国立公園（英語版）内）
- ブラインドウェルズ（英語版）（イースト・ロージアン）
- カルダーウェル（Calderwell）（ウェスト・ロージアン、イースト・カルダー（英語版）リヴィングストン付近）
- ドゥリーズヒル（Durieshill）（スターリング、プリーン（英語版）付近）
- フォレストミル（英語版）（クラックマナンシャー）
- アウデナルデ（Oudenarde）（パース・アンド・キンロス、ブリッジ・オブ・ヤーン（英語版）付近、名前はベルギーのアウデナールデから）
- オウェンストウン（英語版）（サウス・ラナークシャー）
- ショーフェア（英語版）（エディンバラ／ミッドロージアン）
- トルナグレイン（英語版）（ハイランド、インヴァネス付近）

## 遺産
2002年7月にはイギリス議会の運輸・地方自治・地方委員会はニュータウンの評価を行い、以下の結論に達した。
多くのニュータウンが経済的に成功を収めた一方で、現在では大きな問題に直面している。ニュータウンの設計は21世紀にあっていない。インフラの老朽化は同じ速度で進行しており、社会的・経済的な問題を多くのニュータウンが抱えている。ニュータウンを抱える自治体の多くはそれらの問題を解決する能力のない小規模自治体であり、事態は多くの土地を所有するなど利害関係を持つイングリッシュ・パートナーシップの存在によってより複雑化している。
ニュータウンはもはや新しくはなく、急造された建物は耐用年数の終わりを迎えている。緑地を多用した低密度な開発や職住分離などの理念は、今や持続可能でないとされる車社会を作り出した。低密度な住宅地は維持コストが高く、道路や下水道設備などが高価な更新工事を必要としている。